# Martin Hendriksma
Martin Hendriksma (Sneek, 1 juli 1966) is een Nederlandse schrijver en journalist.

## Biografie
Hendriksma begon zijn loopbaan in 1989 bij weekblad De Groene Amsterdammer. Later schreef hij reportages voor onder meer de Volkskrant, NRC Handelsblad, Vrij Nederland en Het Parool.
In 2008 publiceerde Hendriksma zijn debuutroman Familievlees, die op de longlist van de Libris Literatuurprijs 2009 kwam. Het boek is geïnspireerd op de geschiedenis van de voormalige vleesfabriek Udema in het Drentse dorp Gieten.
In 2010 verscheen zijn tweede roman, Hunkering, die zich afspeelt in het Amsterdamse studentenleven van eind jaren tachtig. Datzelfde jaar schreef Hendriksma ook de semi-autobiografische novelle Vaderkoorts over het wangedrag van voetbalvaders langs het sportveld.
Najaar 2013 verscheen zijn literaire non-fictieboek Lutine, een onderzoek naar de scheepsramp van het Engelse fregat de Lutine in 1799 bij Terschelling.
In oktober 2017 publiceerde Hendriksma De Rijn. Biografie van een rivier, waarin hij de geschiedenis van de rivier aan de hand van een reeks verhalen uit de doeken doet. Begin 2020 werd door Omroep Max de vijfdelige tv-serie Langs de Rijn uitgezonden, die op het boek is geïnspireerd. Hendriksma deed samen met acteur Huub Stapel de presentatie.
April 2021 verscheen het non-fictieboek Aan zee. Een kroniek van de kust, dat de veranderende houding gedurende vijf eeuwen beschrijft van de Nederlander tot de kust. Het boek haalde de longlist van de Jan Wolkers Prijs 2021 voor het beste Nederlandstalige natuurboek.
In 2022 werd door Omroep Max de vijfdelige tv-serie Langs de Kust uitgezonden, op dit boek geïnspireerd. Ook nu deed Hendriksma samen met Huub Stapel de presentatie.
Begin 2024 verscheen Het geheim van Bols. Het boek is een zoektocht naar de in november 1941 verdwenen Ernst Moltzer, voormalig adjunct-directeur bij het jeneverbedrijf. Op 16 februari werd bekend dat de kaak van Moltzer in 2003 door Texelse vissers voor de kust van Petten was opgevist. Op 17 februari 2024 werden de resten van Moltzer begraven op het Nationaal Ereveld Loenen.

## Televisie
- 2020 - Langs de Rijn, vijfdelige tv-serie, uitgezonden door Omroep MAX.
- 2022 - Langs de Kust, vijfdelige tv-serie, uitgezonden door Omroep MAX.